# Marianka (gmina Baranów)
Marianka – kolonia w Polsce położona w województwie lubelskim, w powiecie puławskim, w gminie Baranów.
W latach 1975–1998 miejscowość należała administracyjnie do ówczesnego województwa lubelskiego.
Kolonia położona w połaci leśnej na północ od Łysej Góry, przy przebiegu granicy gminy Baranów z gminą Żyrzyn.